# Parartemia serventyi
Parartemia serventyi är en kräftdjursart som beskrevs av Linder 1941. Parartemia serventyi ingår i släktet Parartemia och familjen Parartemiidae. Inga underarter finns listade i Catalogue of Life.